# Liste des dirigeants des Postes françaises
Liste des dirigeants des Postes françaises, d'abord directeurs généraux, puis ministres titulaires du portefeuille des « P.T.T. » (Postes, télégraphes et téléphones), puis des « Postes et Télécommunications »,.

## Général et surintendance des Postes sous l'Ancien Régime[3]
Contrôleur général des postes
- Jean de Mas, de 1565 à 1580.
- Hugues de Mas, de 1581 à 1595.
- Guillaume Fouquet de La Varenne, de 1596 à 1616.
- Pierre d'Alméras[4], de 1616 à 1629.

Fonction supprimée, remplacée par un office de surintendant général des postes, relais de France et de chevaucheurs de l'écurie du roi. 
- Nicolas de Mey, marquis de Boves, de 1630 à 1632.
- Arnould de Nouveau, de 1632 à 1639.
- Jérôme de Nouveau[5], de 1639 à 1665.
- François Michel Le Tellier de Louvois[4], de 1668 à 1691.

Création de la Ferme générale des postes le 15 mars 1672.
Grand maître, surintendant général :
- Claude Le Peletier, de 1691 à 1697.
- Simon Arnauld de Pomponne, de 1697 à 1699.
- Jean-Baptiste Colbert de Torcy, de 1699 à 1721.
- Cardinal Dubois, de 1721 à 1723.
- Louis IV Henri de Bourbon-Condé, en 1723 à 1726.
- Cardinal Fleury, de 1727 à 1743.
- Comte d'Argenson, de 1743 à 1757.
- Antoine Louis Rouillé, de 1757 à 1761.
- Étienne François de Choiseul, de 1761 à 1770.
- Turgot, de 1775 à 1776.
- Jean Étienne Bernard Clugny de Nuits, 1776 ; suppression de la charge.

Intendant général :
- Claude-Jean Rigoley, baron d'Ogny, de 1776 à 1791.

## Révolution française
- Formation de la Régie nationale des postes et messageries[4] le 23 et 24 juillet 1793.

Les dix premiers administrateurs, nommés chacun « agent national des postes », sont : Jean-Baptiste Emmanuel Legendre (1733 - guillotiné en 1794), Claude-Christophe Callier (Lyon, 1755 - ?), Nicolas-François-Marie Caboche dit d'Étilly, Mathieu Dasse, Pierre Jacques Duplain, Jean Dramard, Georges-Catherine Saint-Georges, Ch. Dugas, Alexandre Mouret.
Une succession de démissions et d'arrestations entraîna l'élection de nouveaux agents dont : Claude Edme Fortin, Lazare Nicolas Boudin, François Marie Butteau aîné, André-François-Claude Rouvière.
Le 23 juillet 1796, Rouvière, Caboche, Mouillessaux, Lebarbier et Carrouge, cinq administrateurs restés en poste, démissionnent.

### Commissaires généraux du gouvernement (DirectoireetConsulat)
Affermage de la Poste aux lettres en septembre 1797.
- 1798-1799 : Martin Michel Charles Gaudin
  - 20 mai 1798 : Pierre-Hubert Anson, régisseur général

Suppression de l'affermage et création de la direction générale des Postes le 16 décembre 1799.
- 16 décembre 1799 - 17 novembre 1801 : Antoine-René-Charles-Mathurin Laforest
- 17 novembre 1801 - 19 mars 1804 : Antoine-Marie Joseph, comte de Lavalette

## Directeurs généraux des Postes

### Premier Empire
- 19 mars 1804 - 1814 : Antoine-Marie Joseph, comte de Lavalette (1769-1830)

### Première Restauration
- avril 1814 - mai 1814 : Louis Antoine Fauvelet de Bourrienne (1769-1834)

### Cent-Jours
- 20 mars 1815 - 18 juillet 1815 : Antoine-Marie Joseph, comte de Lavalette (1769-1830)

### Seconde Restauration
- 9 juillet 1815 - 2 octobre 1815 : Jacques Claude, comte Beugnot (1761-1835)
- 2 octobre 1815 - 3 novembre 1816 : Charles Joseph Fortuné, marquis d'Herbouville
- 3 novembre 1816 - 26 décembre 1821 : Charles Joseph René Dupleix de Mézy (1766-1835)
- 26 décembre 1821 - 4 août 1824 : Ambroise-Polycarpe de la Rochefoucauld, duc de Doudeauville (1765-1841)
- 4 août 1824 - 13 novembre 1828 : Louis René Simon, marquis de Vaulchier du Deschaux (1780-1861)
- 13 novembre 1828 - 2 août 1830 : Joseph, comte de Villeneuve-Bargemont (1782-1869)

### Monarchie de Juillet
- 2 août 1830 - 6 septembre 1830 : « Casimir » Marie Marcellin Pierre Célestin Chardel (1777-1847) (décret du 1/08/1830)
- 6 septembre 1830 - 21 décembre 1844 : Antoine Joseph Xavier Conte (1773-1850), président du conseil des Postes du 6 septembre 1830 au 5 janvier 1831, (élu à la suite d'un scrutin national), puis directeur des Postes du 5 janvier 1831 au 21 décembre 1844, a démissionné de son poste.
- 21 décembre 1844 - 22 juin 1847 : Augustin de Chazelles, directeur général des Postes (décret du 21/12/1844)
- 22 juin 1847 - 24 février 1848 : Benjamin Barthélémy, comte Dejean (élu à la suite d'un scrutin national)

### IIeRépublique
- 24 février 1848 - 21 décembre 1848 : Étienne Vincent Arago (1802-1892)
- 21 décembre 1848 - 27 décembre 1853 : Edouard-James Thayer (1802-1859)

### Second Empire
- 27 décembre 1853 - 8 juillet 1861 : Dominique Augustin African Stourm (1797-1865)
- 25 mai 1861 - 6 septembre 1870 : Édouard, comte Vandal (1813-1889)

### IIIeRépublique
- 6 septembre 1870 - février 1871 : Germain François Sébastien Rampont-Léchin (1809-1888)
- 4 septembre 1870 - février 1871 : Joseph, dit François Frédéric Steenackers (1830-1911), directeur général des Postes (province) ;
- 1871 - 9 août 1873 : Germain François Sébastien Rampont-Léchin (1809-1888)
- 9 août 1873 - 27 mai 1877 : Joseph-Albert Le Libon
- 27 mai 1877 - 20 décembre 1877 : Léon Marie Didier Riant (1828-1903)
- 1er mars 1878 - 5 février 1879 : Adolphe Cochery[7]

## Ministres des Postes et Télécommunications
À partir de la IIIe République et l'apparition du télégraphe, des fonctions ministérielles sont créées qui associent postes, télégraphes et plus tard télécommunications.
Le dernier titulaire du poste avant sa suppression liée aux changements de statut de La Poste et de France Télécom est le futur Premier ministre François Fillon dans le gouvernement d'Alain Juppé (jusqu'au 2 juin 1997).